# Sandön (Piteå)
Sandön was een Zweeds eiland behorend tot de Kalix-archipel. Ze vergroeit in het oosten langzaam met Mjoön. Er is anno 2008 een wegverbinding tussen de eilanden, enkele tientallen meters noordelijker worden de eilanden slechts gescheiden door een modderstroom. In het westen is Sandön inmiddels verbonden met het vasteland. Door de postglaciale opheffing is een aantal eilanden op rij vergroeid met het vasteland, waarbij de voormalige zeestraten tussen de eilanden ook niet meer herkenbaar zijn in het landschap. De weg naar Mjoön voert van noordwest tot zuidoost over het eiland. Een aftakking heeft de weg naar het zuidwesten, alwaar een badplaats met camping is gelegen.
Op het eiland ligt een heuvel Sandöberget van 31 meter hoogte.